# Ladislau I da Valáquia
Ladislau I (em búlgaro:  Владислав I; em romeno:  Vladislav I Vlaicu) da dinastia Bassarabe, conhecido também como Vlaicu-Vodă (1325-1377) foi um voivoda do Principado da Valáquia (parte do território da moderna Romênia) entre 1364 e 1377.
O seu reinado foi marcado pela paz com a Hungria e por um desenvolvimento económico, assim como pelo fomentar as boas relações com os Sérvios e os Búlgaros. 

## Biografia

Valáquia entre os séculos XIII e XVI.

Ladislau era filho de Nicolau Alexandre da Valáquia e da sua esposa ortodoxa Maria Lackfy. 
Ele era um vassalo do imperador da Bulgária João Alexandre (seu tio, devido ao casamento de Teodora, sua tia, irmã de Nicolau Alexandre, com este czar). Em 1369, Vladislau I conquistou Vidin e reconheceu Luís I da Hungria como seu novo senhor em troca de Severin, Amlaş e Făgăraş. Em 1373, Luís I retomou Severin , mas os valáquios conseguiram recuperar a região entre 1376 e 1377.
No final do ano de 1369, Ladislau enfrentou vitoriosamente, apoiado pela Transilvânia, a primeira incursão turca no Principado da Valáquia.
As relações entre o Principado e o Reino da Hungria melhoraram e Ladislau aceitou, em 1369, após a intervenção da madrasta Clara Dobokay e a recomendação do Papa Gregório XI, receber um bispo católico. Em c. 1365 foram cunhadas as primeiras moedas de prata.
Em 1374, favoreceu a construção do Mosteiro de Vodita para o monge Nicodim. Este mosteiro é a primeira construção deste tipo na Olténia.
Ladislau faleceu em data incerta no ano de 1377 e foi sucedido pelo irmão, Radu. Ele foi enterrado perto do pseudo-túmulo de seu avô na igreja (em romeno: Biserica Domneasca) de São Nicolau de Curtea de Argeş.

## Descendência
Ladislau não casou nem teve descendência legítima, mas deixou (possivelmente) um filho ilegítimo .
- Vlad I, o Usurpador